# Nizhnekamsk
Nizhnekamsk (en ruso: Нижнекамск; tártaro: Түбән Кама) es una ciudad en la República de Tartaristán, Rusia. La ciudad fue fundada en 1961 como solución a la falta de trabajo que había en la Unión Soviética. En relación con la construcción del complejo industrial petroquímico Nizhnekamskneftekhim, se le concedió el estatus de ciudad en 1966. En la actualidad sigue siendo un centro importante de la industria petroquímica. Se sirve del aeropuerto de Begishevo. 

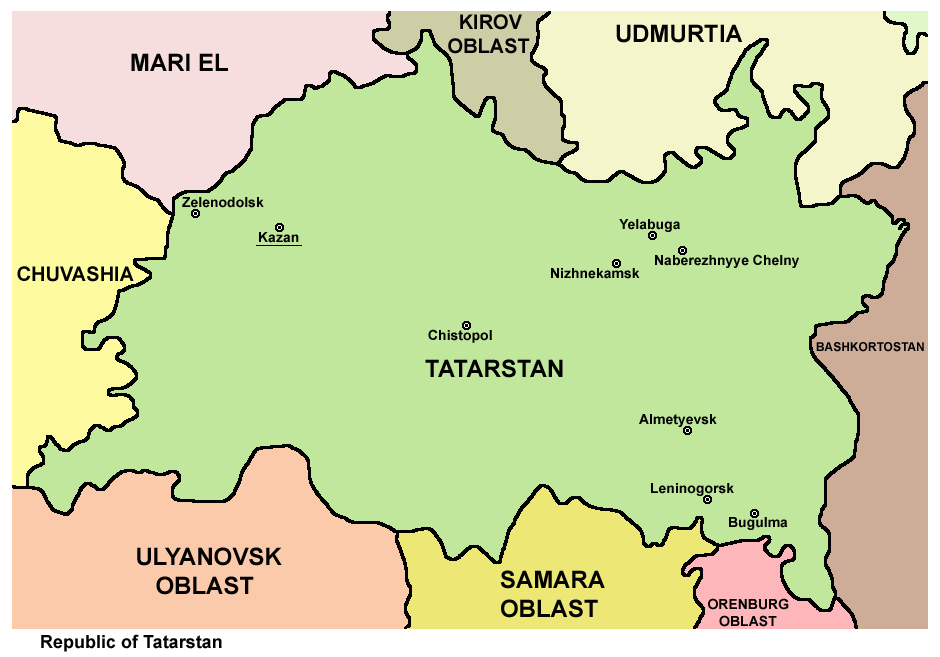
Mapa de Tartaristán en el que aparece Nizhnekamsk

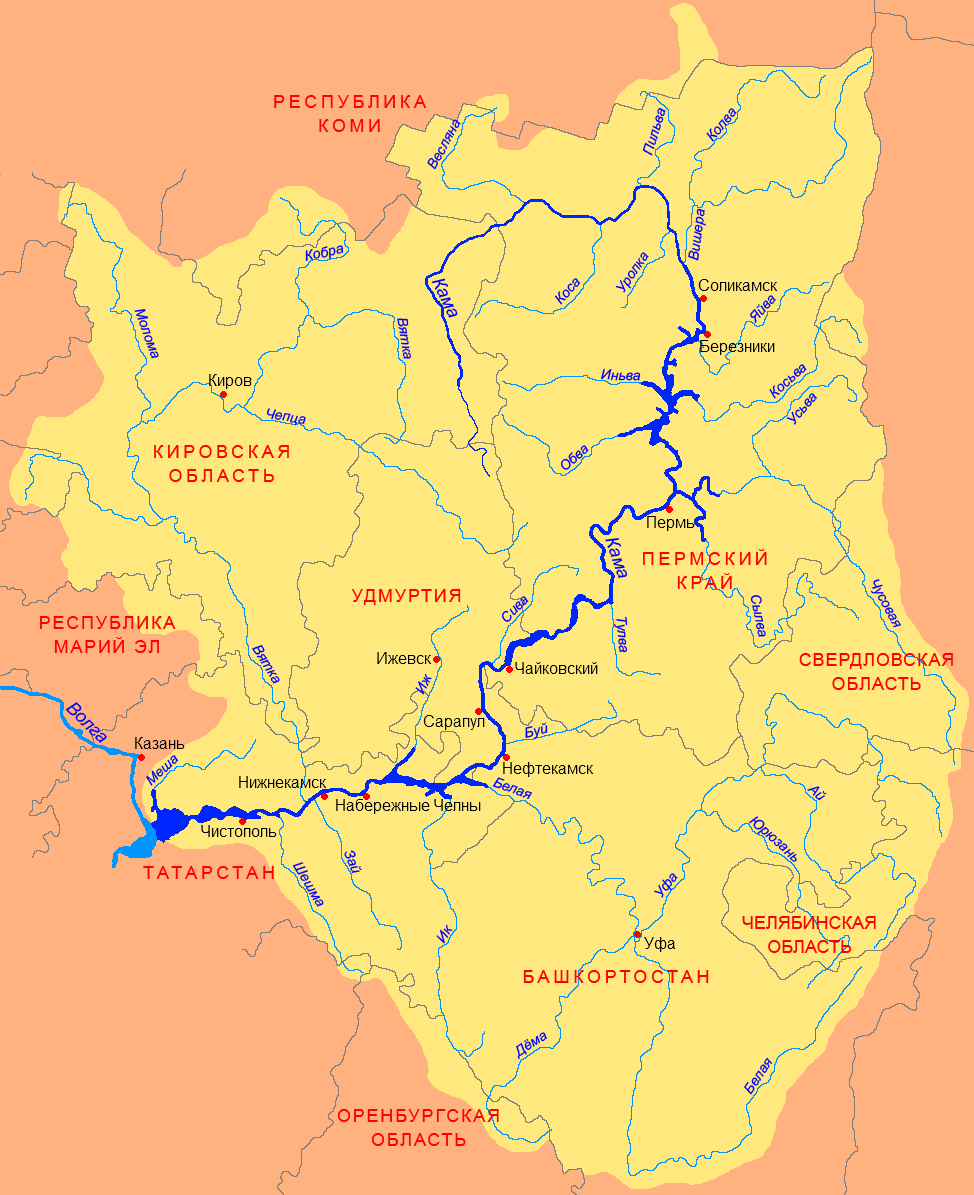
Mapa en ruso del río Kama —afluente del Volga— en el que está en su curso bajo Nizhnekamsk (Нижнекамск)

Su población era de 225.399 habitantes en el censo de 2002 [1] 190793 (1989 Census). Las principales nacionalidades en 1989 eran las siguientes: 47,1% rusos, 46,5% tártaros, 3,0% chuvasios, 1,0% ucranianos y 1,0% de baskires.

## Deportes
El principal equipo de la ciudad es el Neftekhimik Nizhnekamsk un equipo de hockey sobre hielo que juega en la Super Liga de hockey rusa.
- Datos: Q172657
- Multimedia: Nizhnekamsk / Q172657